# U-246
U-246 — средняя немецкая подводная лодка типа VIIC времён Второй мировой войны.

## История
Заказ на постройку субмарины был отдан 10 апреля 1941 года. Лодка была заложена 30 ноября 1942 года на верфи «Германиаверфт» в Киле под строительным номером 680, спущена на воду 7 декабря 1943 года. Лодка вошла в строй 11 января 1944 года под командованием капитан-лейтенанта Эрнста Раабе.

### Флотилии
- 11 января 1944 года — 31 июля 1944 года — 5-я флотилия (учебная)
- 1 августа 1944 года — 30 сентября 1944 года — 3-я флотилия
- 1 октября 1944 года — 5 апреля 1945 года — 11-я флотилия

### История службы
Лодка совершила 2 боевых похода. Успехов не достигла.
Последнее сообщение от лодки было получено 7 марта 1945 года из района с координатами 56°20′ с. ш. 12°50′ з. д., когда она направлялась в Ирландское море, на лодке находилось 48 человек. Долгое время U-246 числилась пропавшей без вести, затем, до 1991 года, считалось, что U-246 была потоплена 29 марта 1945 года в районе с координатами 49°58′ с. ш. 05°25′ з. д. глубинными бомбами с британского фрегата HMS Duckworth. На самом деле в результате той атаки была потоплена U-1169.
Затем была принята версия, что лодка была потоплена 5 апреля 1945 года в Ирландском море, к югу от острова Мэн, в районе с координатами 53°40′ с. ш. 04°53′ з. д. или 53°42′ с. ш. 04°53′ з. д..

### Атаки на лодку
- 26 октября 1944 года выходящая с базы лодка была атакована глубинными бомбами с неопознанного самолёта Союзников. Для исправления полученных повреждений U-246 была вынуждена вернуться на базу.

Эта лодка была оснащена шноркелем.